# Negril
Negril ist eine Landstadt im Westen von Jamaika. Der Ort befindet sich im Parish Westmoreland im County Cornwall. Im Jahr 2010 betrug die Einwohnerzahl 4612 Menschen. Negril ist einer der bekanntesten Touristenorte der Insel.

## Geografie
Negril liegt im äußersten Westen Jamaikas, südlich der Mündung des Negril River, der das Sumpfgebiet im Hinterland entwässert. Der Ort ist bekannt für seinen 11 km langen feinsandigen Strand, der jedoch nördlich, außerhalb der eigentlichen Stadt liegt und zur Hälfte bereits zum Hanover Parish gehört. Zu diesem Strand gezählt wird ebenfalls die sich weiter nördlich anschließende Bloody Bay. An den beiden Stränden reihen sich die Hotels verschiedenster Ketten und Kategorien, wobei sich deren Größe auf maximal ca. 500 Zimmer beschränkt und die Bauhöhe nicht mehr als drei Stockwerke beträgt. Der eigentliche Ort jedoch liegt zu einem großen Teil auch auf einem Felsplateau, das mit Klippen in das Meer herabfällt.
Anfang der 1970er Jahre war Negril ein winziges unbedeutendes Dorf am Kreisverkehr mit Schule, Kirche und Postamt. Das einzige bedeutende Gebäude war der Negril Yacht Club.  An der Long Bay befand sich nur ein Strandklub und ein winziges Hotel, bereits im Hanover Parish. Die sieben Kilometer lange Straße zum Leuchtturm war von kleinen Häusern geprägt, die Straßen nicht asphaltiert. Inzwischen ist besonders die von Nord nach Süd verlaufende Küstenstraße für Touristen von Relevanz. Aber auch an der Straße zum Leuchtturm befinden sich auf den Klippen heute einige größere Hotels.
Die Landschaft in unmittelbarer Nähe von Negril ist meist flach und sehr grün. Östlich und südöstlich wird es nach wenigen Kilometern bergig.

## Infrastruktur
Über die asphaltierte und für jamaikanische Verhältnisse relativ gute Küstenstraße A1, die je eine Spur pro Fahrtrichtung aufweist, ist Montego Bay mit seinem internationalen Flughafen in circa eineinhalb Stunden per Auto zu erreichen. In die Hauptstadt Kingston (ca. 240 Kilometer entfernt im Osten gelegen) sind es per Fahrzeug circa 4 Stunden. Knotenpunkt des Verkehrs ist der Kreisel an der Mündung des Negril Rivers, wo beide Straßen zusammenlaufen. Im Norden an der Bloody Bay liegt das Negril Aerodrome, ein nationaler Flugplatz, der keine Linienflüge anbietet, sondern sich ausschließlich auf Charterflüge spezialisiert hat.
Wenige hundert Meter östlich vom Kreisverkehr befindet sich das Polizeirevier und der Parkplatz für Minibusse und Taxen. Vom Kreisverkehr nach Norden führt die Hauptstraße über den kleinen Ort Green Island zur Kleinstadt Lucea und weiter nach Montego Bay. Minibusse von Negril nach Montego Bay muss man in Lucea wechseln. Vom Kreisverkehr in Negril führt die Hauptstraße in östlicher Richtung über Little London nach Savannah-La-Mar.

## Tourismus

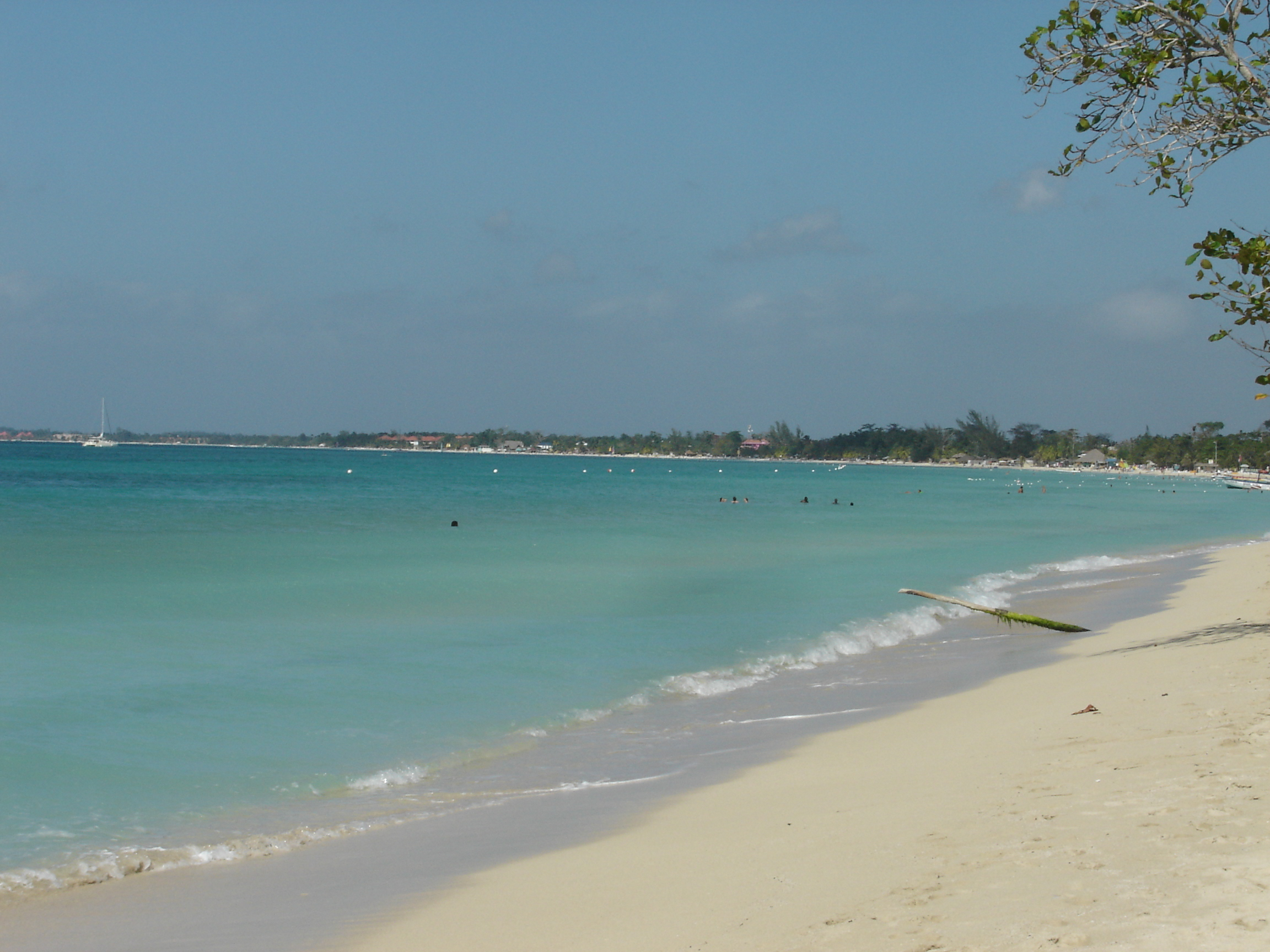
Der 11 Kilometer lange Sandstrand von Negril

Bedeutendste Sehenswürdigkeiten für Touristen sind Rick’s Cafe, wo sich Touristen & Einheimische von den Felsklippen ins Meer stürzen, und der 1894 fertiggestellte Leuchtturm von Negril. Beide befinden sich im Südwesten der Stadt. Historische Bausubstanz aus kolonialer Zeit existiert in Negril nicht. In den 1970er Jahren war der Ort bei Hippies und Aussteigern populär. Der boomende Tourismus ließ den nunmehr etwa 4.600 Einwohner zählenden Ort seitdem stark anwachsen, heute reiht sich Hotel an Hotel.
Am Norman Manley Boulevard, der Küstenstraße nach Montego Bay, liegen im Norden der Stadt auch weitere Ansammlungspunkte von Touristen, wie z. B. das bei nordamerikanischen Gästen beliebte Margaritaville. Während alle genannten Lokalitäten nur am Nachmittag bis kurz nach Sonnenuntergang frequentiert werden, treffen sich Jamaikaner auch noch bis spät in die Nacht in einer der unzähligen Kneipen am Straßenrand und feiern am Wochenende in den Diskotheken Jungle oder Rooftop.
Negril bietet diverse kleinere, Shopping Malls genannte Ladenansammlungen, wo die üblichen Urlaubssouvenirs wie T-Shirts und Tassen mit Jamaika-Bezug, aber auch handgefertigter Schmuck und Holzschnitzereien erworben werden können. Fußgängerzonen und große Einkaufszentren sind nicht vorhanden, die kleinen Supermärkte, Läden und Handelsstände sind primär auf die Deckung des Bedarfs der einheimischen Bevölkerung ausgelegt.
Im Frühjahr tummeln sich amerikanische Schüler (Spring Breaker) in den Hotels, Bars und Kneipen. In der ersten Augustwoche kommen zahlreiche Jamaikaner zum Urlaub nach Negril.